# La Voz de Asturias
La Voz de Asturias es un diario digital de la comunidad autónoma de Asturias (España) redactado principalmente en castellano aunque en algunas de sus secciones y artículos se emplea el asturiano. Tiene su sede en Oviedo y está editado por Ediciones Periódicas del Noroeste empresa perteneciente a la corporación La Voz de Galicia.
Fue fundado por José Tartiere Lenegre el 10 de abril de 1923. Aunque conservador en sus orígenes, pasó más tarde a adscribirse a una línea progresista, declarando como su objetivo estar al "servicio de los asturianos [...] manteniendo un compromiso con valores como la libertad, la pluralidad y el progreso de Asturias". Durante la dictadura franquista fue el periódico predilecto de la izquierda asturiana, que encontraba en él informaciones que otros diarios no recogían —como las referentes a las huelgas mineras de los años sesenta— y columnistas todo lo progresistas que permitía la censura.[cita requerida] Ya en democracia, el periódico pasó a ser afín, de manera más o menos explícita, al Partido Socialista Obrero Español, en el Gobierno en Asturias durante la mayor parte del nuevo periodo político.
La Voz de Asturias desapareció, como diario impreso, el 19 de abril de 2012, pero resurgió como digital en 2016 de resultas de la adquisición, por parte de la corporación La Voz de Galicia, del diario digital asturiano Asturias24, que había sido fundado en 2013 con el mismo espíritu que el diario desaparecido. Paralelamente a dicha operación, la empresa gallega se hizo también con la cabecera histórica, que había pasado a manos del productor cinematográfico José Velasco tras el cierre del periódico.
En su nueva etapa, la orientación ideológica del diario continúa siendo progresista, pero no hay una identificación tan explícita con un partido político concreto como existía en el diario desaparecido en 2016. El periódico dice aspirar, por el contrario, a abarcar y hacer sentirse cómodas a todas las sensibilidades de izquierda: así, en las elecciones europeas de 2014, Asturias24 pidió en un editorial el voto para cualquiera de las tres principales formaciones de izquierda —PSOE, Izquierda Plural, Primavera Europea y Podemos— que concurrían a los comicios.

## Historia

### Primeros años hasta el estallido de la guerra civil

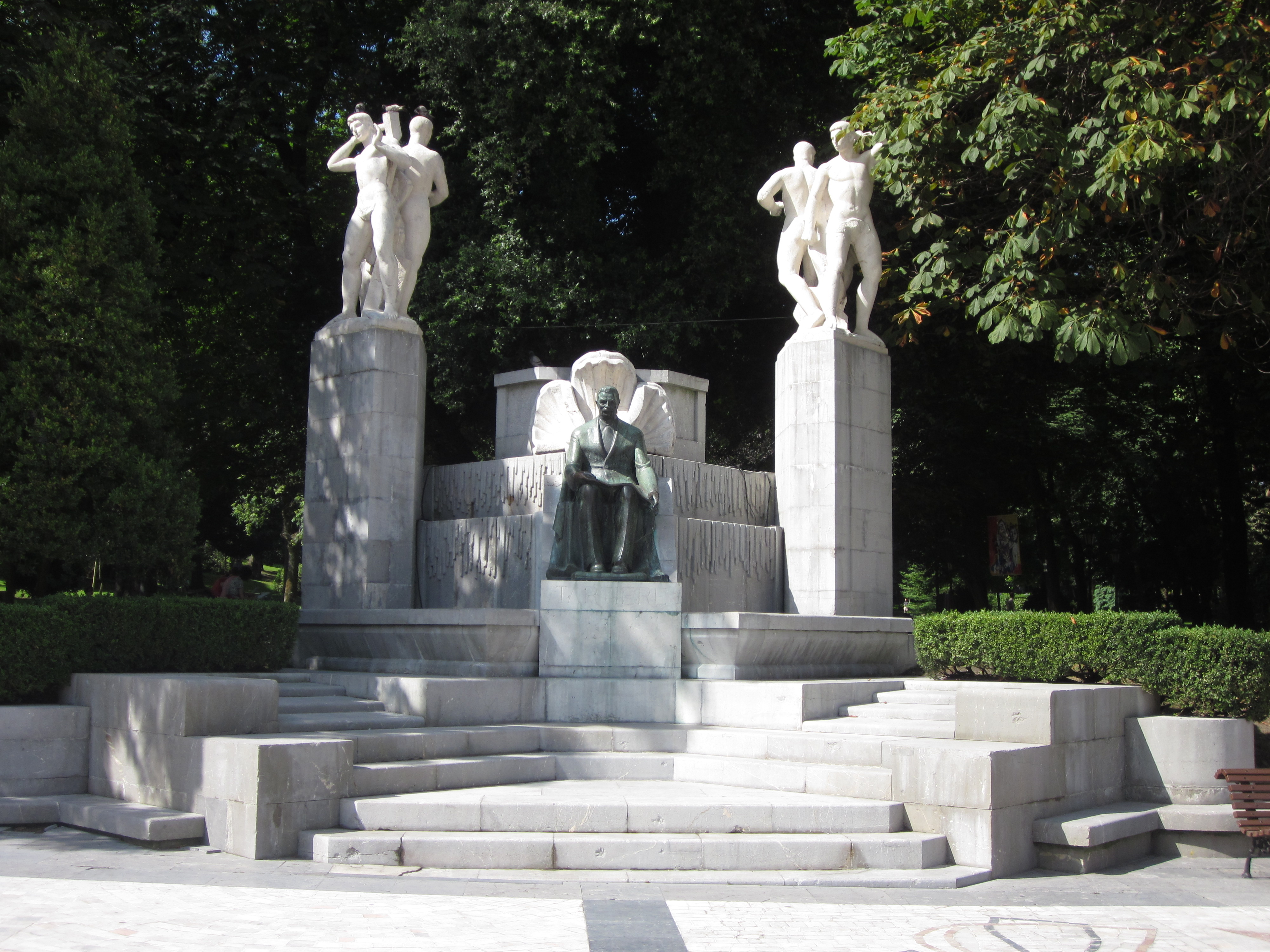
Monumento a José Tartiere, en Oviedo

La Voz de Asturias nació el 10 de abril de 1923 de la mano de una familia de industriales vascos afincados en Asturias, los Tartiere, y concretamente de José Tartiere Lenegre, que fundó el periódico solo ocho días antes de fallecer repentinamente. El diario nacía como sucesor del diario liberal El Correo de Asturias, del cual absorbió gran parte de sus redactores y heredó la ideología regionalista y conservadora. Su primera sede se estableció en el número 5 de la calle Gil de Jaz de Oviedo. El primer director fue Antonio J. Onieva, un inspector de Primera Enseñanza navarro afincado en Asturias, adonde había sido destinado, desde 1914 y vinculado a la Institución Libre de Enseñanza y al Partido Reformista de Melquíades Álvarez que en la guerra civil de 1936 se alinearía con el bando rebelde. A Onieva le sucederían en el cargo José Díaz González, Banderilla —así apodado por sus crónicas taurinas— y Roberto Velázquez Riera, Robin. El precio del diario, que utilizaba el subtítulo "Diario de información", era por entonces de diez céntimos.
Un hito importante en la protohistoria del periódico tuvo lugar en octubre de 1934, cuando estalló, con especial incidencia en Oviedo, la Revolución de Asturias: una insurrección obrera contra el Gobierno derechista de la Segunda República española que, pese a haber sido pensada para tener lugar en toda España, se circunscribió finalmente a la región asturiana por ser esta la única en la que el acuerdo entre PSOE y el sindicato anarquista CNT, promotores de la asonada, llegó a buen puerto. La publicación de La Voz de Asturias tuvo que suspenderse durante los días que duró la revuelta, pero un montador y un electricista lograron arrancar la rotativa con el motor de un coche y ello hizo posible un número especial de cuatro páginas que salió a la calle el 18 de octubre para dar cuenta de los sucesos.

### Franquismo
La Voz siguió publicándose después del estallido de la guerra civil española, siendo durante algún tiempo y hasta que apareció La Nueva España el único diario editado en la ciudad de Oviedo.
En 1963 el periódico fue adquirido por el empresario gallego José Eladio Amado de Lema, cuya familia era propietaria del diario El Faro de Vigo. Amado de Lema desembarcaba en el diario asturiano tras no fructificar unas negociaciones previas de los Tartiere con el diario ABC, que tenía el proyecto de abrir en Oviedo una filial similar a la que ya editaba en Sevilla. Amado de Lema introdujo algunos cambios importantes: La Voz pasó a constituirse en sociedad anónima y a Robín, como director, le sucedió el también gallego Jorge Víctor Sueiro.
Aquellos fueron años marcados por un nuevo conflicto obrero: las exitosas huelgas mineras que sacudieron nuevamente la región, convirtiéndose en una herida abierta para la dictadura franquista, en la primera mitad de la década. La Voz fue el único diario que dio cuenta de los sucesos. El giro ideológico del diario hacia posiciones progresistas o cuando menos liberales era cada vez más evidente y la suma de ambas cosas hizo que entre las décadas de 1970 y 1990 el periódico fuera líder indiscutido de ventas en las comarcas mineras, bastión de la izquierda política en el Principado.
En 1973 el periódico cambió de sede con el objetivo de ampliar la redacción, trasladándose a un local más grande en el número 30 de la calle General Elorza. José Díaz Jácome, un hombre conservador pero de tendencia aperturista, fue el encargado de encabezar como director esta nueva etapa, en la que también se dejó de utilizar el plomo caliente para adoptarse el sistema de fotocomposición. Tras la jubilación de Jácome en 1983 asumió el cargo Faustino F. Álvarez, que lo ejercería hasta 2001 con un breve interregno de tres años de dirección de Luis José Ávila.

### Treinta años de altibajos
En 1986, en un contexto de crisis y conflictos laborales internos, el periódico fue comprado por el Grupo Zeta SA. El periódico había protagonizado justo antes la primera huelga periodística registrada en Asturias, durante la cual la rotativa se detuvo y el diario dejó de publicarse temporalmente. Ello dio alas a su principal competidor, La Nueva España, e hizo que cuando La Voz volvió a salir a la calle lo hiciera con su pujanza seriamente menoscabada allí donde había sido fuerte. De todas maneras, el diario fue capaz de sobreponerse en los años subsiguientes gracias al impulso conferido por el Grupo Zeta. En 1990 se trasladó la redacción a un moderno edificio en Lugones, localidad sierense próxima a Oviedo, el diario comenzó entonces a imprimirse en ófset con una rotativa nueva y la tirada alcanzó su máximo histórico: 25.000 ejemplares. La bonanza era tal que el periódico llegó a aventurarse a abrir una filial gijonesa, El Periódico de Gijón, que resultó ser un rotundo fracaso.
A finales de los noventa, el periódico volvió a entrar en declive. La inestabilidad se reflejó en la dirección del diario, en la cual fueron sucediendo a Faustino F. Álvarez los directores José Francisco Rodil Lombardía, Rodrigo Cepeda y Luis Mugueta. El periódico superó por aquellos años un expediente de regulación de empleo y se trasladó nuevamente al centro de la capital asturiana, concretamente a un bajo en la calle de la Lila.
El 5 de marzo de 2010 el Grupo Mediapubli SL, propiedad del empresario y productor cinematográfico catalán Jaume Roures, adquirió el 100% del periódico. La compra se enmarcó en una estrategia de difusión regional emprendida por dicha corporación para impulsar el crecimiento del Diario Público, de tirada nacional y reciente fundación. Los dos diarios venían vendiéndose de manera conjunta desde el 1 de febrero del mismo año y el 15 de octubre de 2011, finalmente, se consumó la fusión total de los dos periódicos. Esta duró poco tiempo, exactamente hasta que la empresa madre entró en concurso de acreedores. El 19 de abril de 2012 La Voz de Asturias, pese a su situación saneada y el moderado incremento de ventas que estaba registrando, fue arrastrado por la caída de Mediapubli y se vio obligado a echar el cierre.

### Asturias24
Tras el cierre del periódico en 2012 se hicieron frecuentes los rumores sobre posibles reflotamientos parciales o totales, pero solo uno encabezado por el editor gijonés Álvaro Díaz Huici llegó a concretarse finalmente. Lo hizo el 16 de diciembre de 2013, en formato digital y con un nuevo nombre: Asturias24. Pese a tratarse de una empresa totalmente nueva, la conexión con La Voz de Asturias era evidente: no solo la orientación ideológica era la misma sino que toda la plantilla del nuevo diario, inicialmente formada por cinco personas, había pasado anteriormente por La Voz. El director escogido para el nuevo proyecto, Ángel Falcón, había trabajado veintidós años en La Voz de Asturias y había llegado a dirigir el efímero El Periódico de Gijón.
El nuevo diario alcanzó rápidamente unas cifras notables de difusión sirviéndose del sentimiento de orfandad en que la desaparición de La Voz había dejado a los progresistas asturianos. Tras unos primeros meses de crecimiento vertiginoso, se estabilizó en unos 250.000 usuarios únicos mensuales, con picos ocasionales de entre 300 y 400.000 y un récord de 724.078 en enero de 2015.
En 2015 Asturias24 firmó un convenio de colaboración con Eldiario.es, diario digital de ámbito nacional dirigido por el periodista burgalés Ignacio Escolar e inmerso entonces en un proceso de apertura de filiales regionales en el que Asturias era una de las pocas comunidades autónomas aún pendientes de cubrir. La total coincidencia ideológica, un mismo enfoque periodístico renuente a hinchar las cifras de difusión y en consecuencia los ingresos por publicidad con noticias y vídeos populares pero intrascendentes y el tratarse Asturias24 de un diario ya consolidado, lo cual permitía ahorrarse el farragoso proceso de fundación de un diario nuevo, motivó a Escolar a hacer en este caso una excepción a la norma seguida en otras regiones y firmar con Asturias24 no una absorción, sino un convenio de colaboración por mor del cual el diario asturiano mantenía intacta su identidad. Dicho acuerdo era solo periodístico y no económico, consistía en el intercambio de contenidos y concluyó cuando en 2016 la corporación Voz de Galicia pasó a ser máxima accionista de Asturias24, en una operación que comportó también la compra de la vieja cabecera, que en su día había pasado mediante subasta a manos del productor cinematográfico José Velasco. Tras la recuperación de la cabecera histórica, "Asturias24" pasó a ser reciclada como nombre de la sección de Opinión.

### Directores
La Voz de Asturias ha tenido trece directores desde su fundación en 1923:
| Director (años de nacimiento y muerte)  | Período          |
| --------------------------------------- | ---------------- |
| Antonio J. Onieva (1886-1977)           | 1923-¿?          |
| José Díaz González, Banderilla          | ¿?-¿?            |
| Roberto Velázquez Riera, Robín          | ¿?-1963          |
| Jorge Víctor Sueiro (1929-1991)         | 1964-1973        |
| José Díaz Jácome (1910-1998)            | 1973-1983        |
| Faustino F. Álvarez (1950-2014)         | 1983-1986        |
| Luis José de Ávila (1945- )             | 1986-1989        |
| Faustino F. Álvarez (1950-2014)         | 1989-2001        |
| José Francisco Rodil Lombardía (1953- ) | 2001-2002        |
| Rodrigo Cepeda (1966- )                 | 2002-2004        |
| Luis Mugueta (1960- )                   | 2004-2011        |
| Juan Carlos Cuesta (1974- )             | 2011-2012        |
| Ángel Falcón (1965- )                   | 2013- Actualidad |

## Orientación ideológica
La Voz de Asturias se adscribe claramente a una orientación política progresista, sin una identificación explícita con un partido político concreto. El diario aspira, por el contrario, a abarcar y hacerse sentir cómodas a todas las sensibilidades de izquierda. En las elecciones europeas de 2014, Asturias24 —nombre del periódico hasta la recompra de la cabecera histórica— pidió en un editorial el voto para cualquiera de las tres principales formaciones de izquierda —PSOE, Izquierda Plural, Primavera Europea y Podemos— que concurrían a los comicios. Inmediatamente después de las autonómicas y municipales de 2015, durante la fase de negociación de pactos entre fuerzas políticas previa a las distintas investiduras, publicó otro declarando el compromiso del diario con "los valores de una democracia al servicio de la gran mayoría de la ciudadanía" y pidiendo a las mismas fuerzas de izquierda alcanzar acuerdos allí donde ello posibilitara formar gobiernos. Fue, asimismo, muy crítico con la candidatura de unidad popular Xixón Sí Puede, hegemonizada por Podemos, cuando esta rehusó pactar en Gijón con PSOE e Izquierda Unida para arrebatar el Gobierno local a la formación derechista Foro Asturias.
El periódico se ha distinguido asimismo desde sus inicios, incluso en las fases en que vehiculó una ideología conservadora, por ser expresión de un regionalismo asturiano moderado. En la actualidad, esa sensibilidad asturianista se manifiesta sobre todo en la sección de Opinión, donde escriben nacionalistas y regionalistas asturianos destacados como Xosé Lluis García Arias, impulsor de Conceyu Bable y exdirector de la Academia de la Llingua Asturiana; David M. Rivas, economista y dirigente histórico de la izquierda nacionalista asturiana; el escritor en asturiano Xandru Fernández o el músico Xabel Vegas, también muy activos en el ámbito de la izquierda asturianista y en el de la reivindicación lingüística.

## Secciones
La Voz de Asturias cuenta con las siguientes secciones: Asturias, Oviedo, Gijón, Avilés, Actualidad (que incluye información nacional e internacional), Deportes y Viral. La sección de Deportes presta la mayor parte de su atención a los dos grandes clubes de fútbol de la región: el Real Sporting de Gijón y el Real Oviedo, que cuentan con subsecciones especiales, denominadas Azul Carbayón y Sporting 1905. Las informaciones recogidas en Nacional e Internacional son suministradas por el diario madre, La Voz de Galicia.
Además, incluye las secciones siguientes secciones temáticas: 
- Agora, desde el 17 de junio de 2017, la sección en asturiano del periódico.
- Global Asturias, portal dedicado a noticias sobre los inmigrantes asturianos en el exterior.
- Asturias con R, noticias sobre reciclaje y vida sostenible, enfocada en Asturias.

## Plantilla
La plantilla actual del periódico está formada por cinco periodistas y numerosos colaboradores. El director es Ángel Falcón, periodista de origen madrileño que trabajó durante veintidós años en La Voz de Asturias, hasta su desaparición. Allí había sido sucesivamente jefe de sección de Suplementos, Sociedad, Oviedo y Asturias. Durante quince años ejerció de redactor jefe y en 2010 fue nombrado subdirector.
Completan la plantilla Juan Carlos Gea, periodista de origen albaceteño pero afincado en Gijón especializado en información cultural; Susana Díaz Machargo, especializada en temas de Sociedad; Luis Ordóñez, que cubre la información política y Luis Fernández, que se encarga de la información económica.

El diario cuenta con varias decenas de colaboradores, tanto columnistas de opinión como periodistas freelance —Raúl Álvarez, Elena G. Bandera, Josu Gómez, Pablo Batalla Cueto...— que aportan informaciones puntuales. Entre los columnistas destacan, entre otros, los nombres de los escritores Miguel Barrero, Virginia Gil, Félix Población o el ya citado Xandru Fernández; los de los políticos comunistas Jesús Iglesias y Laura González; los de los también ya citados Xosé Lluis García Arias y David M. Rivas; el del jurista Ignacio Fernández Sarasola y el del lingüista Enrique del Teso Martín. El diario aprovecha y publica además las columnas de colaboradores gallegos de La Voz de Galicia como Fernando Ónega o José Luis Barreiro.

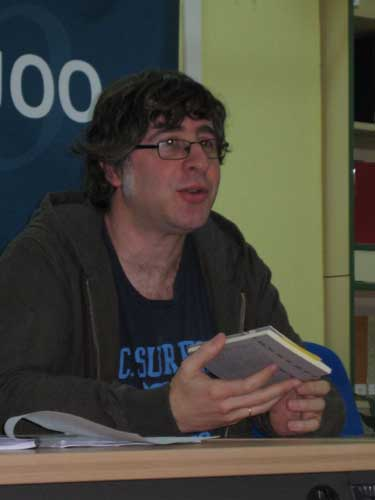
Juan Carlos Gea
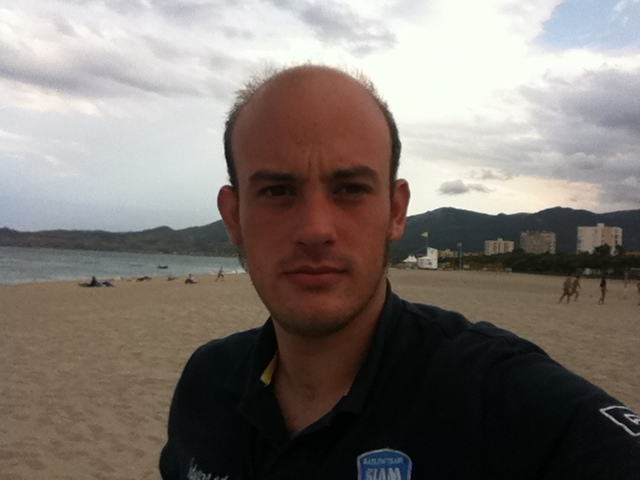
Miguel Barrero
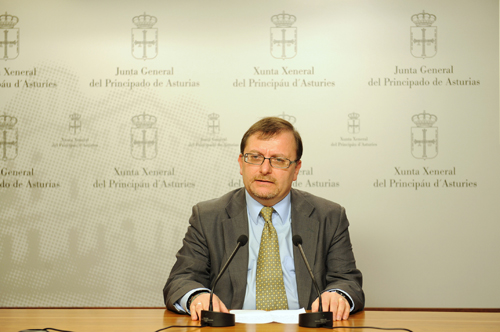
Jesús Iglesias

## Redes sociales
La Voz de Asturias vuelca sus contenidos a las redes sociales a través de una página de Facebook y un perfil de Twitter. La siguiente tabla muestra las correspondientes estadísticas de seguimiento a día 31 de mayo de 2016.
| Red social | Número de usuarios (abril de 2019) |
| ---------- | ---------------------------------- |
| Facebook   | 182 000                            |
| Twitter    | 21 800                             |